# 小澤征悦
小澤 征悦（おざわ ゆきよし、1974年〈昭和49年〉6月6日 - ）は、日本の俳優、タレント、コメンテーター。
アメリカ合衆国カリフォルニア州サンフランシスコ出身で、身長は183 センチメートル (cm)、配偶者はNHKアナウンサーの桑子真帆、TOM companyに所属する。

## 人物
- 成城学園初等学校、成城学園中学校高等学校、成城大学をそれぞれ卒業する。
- 父は指揮者の小澤征爾、母は女優の入江美樹、姉はエッセイストの小澤征良[注釈 1]、従兄にミュージシャンの小沢健二がいる。
- バスケットボールと読書を趣味とする。
- NHKアナウンサーの桑子真帆と結婚したことを、2021年9月1日に明らかにし[1]、コメンテーターを務める『スッキリ』（日本テレビ）で9月2日に生報告した[2]。
- 2022年1月2日放送の日本テレビ系『はじめまして!一番遠い親戚さん』で、岸恵子と13親等、DAIGO、北川景子夫妻と35親等の親戚、加山雄三、ジョン・レノン、オノ・ヨーコ夫妻、松任谷正隆、松任谷由実夫妻、黒木瞳、千葉雄大と遠戚、であることがそれぞれ明かされた。

## 出演

### テレビドラマ
- 大河ドラマ（NHK）
  - 徳川慶喜（1998年） - 沖田総司 役
  - 義経（2005年） - 源義仲 役
  - 篤姫（2008年） - 西郷隆盛 役
  - いだてん〜東京オリムピック噺〜（2019年） - 三島弥太郎 役
- 最後のサムライ河井継之助（1999年、テレビ朝日）
- 乳房 THE BREAST（2000年、CBCテレビ）
- サスペンス喜劇 瓜二つ（2002年、北海道放送・TBS）
- フレンズ（2002年、TBS・韓国MBC）
- 連続テレビ小説 さくら（2002年、NHK総合） - 桂木慶介 役
- 人情届けます 江戸・娘飛脚（2003年、NHK） - 清太郎 役
- ひまわりさん (TBS) - 真島純平 役
  - ひまわりさん（2004年）
  - ひまわりさん2（2005年）
- シェエラザード〜海底に眠る永遠の愛〜（2004年、NHK総合）
- HTBスペシャルドラマ うみのほたる（2005年、HTB） - 主演・水野光二 役
- 女の一代記（2005年、フジテレビ） - 内藤法美 役
- 里見八犬伝（2006年、TBS） - 犬山道節忠與 役
- おいしいプロポーズ（2006年、TBS）
- ちいさこべ（2006年、NHK総合）
- 堀部安兵衛（2007年、NHK総合） - 堀部安兵衛 役
- 2夜連続ドラマスペシャル 李香蘭（2007年、テレビ東京） - 児玉英水 役
- 天国と地獄（2007年、テレビ朝日）
- ドラマW (WOWOW)
  - 6時間後に君は死ぬ（2008年9月28日） - 手塚祐介 役
  - 横山秀夫サスペンス「誤報」（2010年3月21日） - 占部徹也 役
  - なぜ君は絶望と闘えたのか（2010年9月25日・26日） - 東野茂樹 役
  - 死刑基準（2011年9月25日） - 大伴浩二郎 役
  - パンドラIII 革命前夜（2011年10月2日 - 11月20日） - 鏑木光太 役
  - 向田邦子 イノセント 三角波（2012年4月5日）
- パナソニックドラマスペシャル あるがままの君でいて（2008年、TBS）
- 坂の上の雲（2009年 - 2011年、NHK） - 夏目漱石 役
- テレビ朝日50周年ドラマスペシャル 警官の血 第二夜（2009年2月8日、テレビ朝日） - 早瀬勇作 役
- 金曜プレステージ 木枯し紋次郎（2009年、フジテレビ） - 小判鮫の金蔵 役
- わたしが子どもだったころスペシャル 「指揮者 小澤征爾」再現ドラマ（2009年6月3日、NHK-BShi） - 小澤開作 役
- アンタッチャブル〜事件記者・鳴海遼子〜（2009年、ABCテレビ・テレビ朝日） - 鳴海洸至 役
- シスター（2009年12月11日・18日、NHK総合） - 成瀬生馬 役
- 福岡発ドラマスペシャル 母 (かか)さんへ（2009年12月11日、NHK九州沖縄 / 2010年2月11日、NHK総合） - 神村哲也 役
- 必殺仕事人2010（2010年7月10日、テレビ朝日） - 風間右京乃助 役
- 蒼穹の昴（2010年、NHK-BShi） - 岡圭之介 役
- 忠臣蔵〜その男、大石内蔵助（2010年12月25日、テレビ朝日系） - 堀部安兵衛 役
- LADY〜最後の犯罪プロファイル〜（2011年1月 - 3月、TBS） - 藤堂壮一郎 役
- 遺恨あり 明治十三年 最後の仇討（2011年2月26日、テレビ朝日） - 一瀬直久 役
- ヤング ブラック・ジャック（2011年4月23日、日本テレビ） - 桐生直樹 役
- 鬼平外伝 熊五郎の顔 （2011年11月19日、スカパー!（先行放送）／2012年2月11日、時代劇専門チャンネル・松竹）  - 信太郎 / 洲走の熊五郎 役（2役）
- ドラマ10 タイトロープの女（2012年1月 - 2月、NHK総合） - 永沢吉行 役
- 向田邦子ドラマスペシャル 蛇蝎のごとく（2012年3月14日、テレビ東京） - 石沢清孝 役
- ハンチョウ〜警視庁安積班〜 (TBS) - 尾崎誠 役
  - シリーズ5（2012年4月 - 6月）[3][4]
  - シリーズ6（2013年1月 - 3月）[5][6]
- 東野圭吾ミステリーズ 最終話「再生魔術の女」（2012年9月20日、フジテレビ） - 根岸峰和 役
- 親父がくれた秘密〜下荒井5兄弟の帰郷〜（2012年9月12日、テレビ東京） - 下荒井大洋 役
- レジデント〜5人の研修医（2012年10月 - 12月、TBS） - 宮島一樹 役
- プレミアムよるドラマ POWER GAME〜パワーゲーム〜（2013年8月 - 9月、NHK BSプレミアム） - 主演・城崎信也 役
- ハニー・トラップ（2013年10月 - 12月、フジテレビ） - 穂積宗広 役[7]
- テレビ朝日開局55周年記念番組 オリンピックの身代金（2013年11月30日・12月1日、テレビ朝日） - 仁井薫 役
- 30分だけの愛（2014年1月2日、読売テレビ） - 稲葉満 役
- 金曜プレステージ HAMU－公安警察の男－（2014年1月14日、フジテレビ） - 世良田相馬 役
- TEAM -警視庁特別犯罪捜査本部-（2014年4月 - 6月、テレビ朝日） - 主演・佐久晋吾 役[8][9]
- フジテレビ開局55周年記念スペシャルドラマ 東京にオリンピックを呼んだ男（2014年10月11日、フジテレビ） - 八田一朗 役
- すべてがFになる（2014年10月 - 12月、フジテレビ） - 喜多北斗 役
- 金曜ロードSHOW!特別ドラマ Dr.ナースエイド（2014年11月7日、日本テレビ） - 主演・森健 役
- 松本清張 二夜連続ドラマスペシャル・第一夜 松本清張〜坂道の家（2014年12月6日、テレビ朝日） - 川添直樹 役
- 怪奇恋愛作戦 第1・2話（2015年1月10日・17日、テレビ東京系） - 廻博士 役
- 硝子の葦 〜garasu no ashi〜 （2015年2月21日 - 3月14日、WOWOW） - 澤木昌弘 役[10]
- 水曜ミステリー9春の特選サスペンス 事故調（2015年4月1日、テレビ東京） - 主演・黒木浩一 役[11]
- ヒトヤノトゲ〜獄の棘〜（2017年3月19日 - 4月23日、WOWOW） - 名久井惣一 役[12]
- 花実のない森（2017年3月29日、テレビ東京） ‐ 楠尾英通 役
- マッサージ探偵ジョー（2017年4月8日 - 7月2日、テレビ東京） - 金石徹（マネー） 役[13][14]
- 女の勲章（2017年4月15日・16日、フジテレビ） - 曾根英生 役[15]
- ドラマミステリーズ 〜カリスマ書店員が選ぶ珠玉の一冊〜「情けは人の…」（2017年4月22日、フジテレビ） - 赤堀 役[16][17][18]
- 昔話法廷 第8話「さるかに合戦」裁判（2017年8月15日、NHK Eテレ） ‐ 弁護人・生駒孝 役
- トットちゃん!（2017年10月 - 12月、テレビ朝日） - シイナさん（椎名昭造） 役[19]
- 都庁爆破!（2018年1月2日、TBS） - 丸山尚人 役[20]
- もみ消して冬〜わが家の問題なかったことに〜（2018年1月13日 - 3月17日、日本テレビ） - 北沢博文 役[21]
  - もみ消して冬 2019夏 〜夏でも寒くて死にそうです〜（2019年6月29日）[22]
- 炎上弁護人（2018年12月15日、NHK総合） - 北坂史郎 役[23]
- 釣りバカ日誌〜新米社員 浜崎伝助〜瀬戸内海で大漁! 結婚式大パニック編（2019年1月4日、テレビ東京） - 戸高仁 役
- ハケン占い師アタル（2019年1月17日 - 3月14日、テレビ朝日） - 上野誠治 役[24]
- 離婚なふたり（2019年4月5日・12日、テレビ朝日） - 東雲哲郎 役[25]
- アフロ田中（2019年7月6日 - 9月7日、WOWOW） - 鈴木真治 役[26]
- 頭取 野崎修平（2020年1月 - 2月、WOWOW） - 京極春樹 役[27]
- パパがも一度恋をした（2020年2月1日 - 3月22日、東海テレビ・フジテレビ） - 主演・山下吾郎 役[28][29]
- となりのチカラ（2022年1月20日 - 3月31日、テレビ朝日） - 木次学 役[30]
- 義経のスマホ（2022年5月24日 - 6月6日、NHK総合） - 弁慶 役
- 新・信長公記〜クラスメイトは戦国武将〜（2022年7月24日 - 9月25日、読売テレビ・日本テレビ） - 徳川家康 役 [31]
- 罠の戦争（2023年1月16日 - 3月27日、関西テレビ・フジテレビ） - 鷹野聡史 役[32]
- Dr.チョコレート（2023年4月22日 - 6月24日、日本テレビ） - 残高 / 座間味和直 役[33]
- 警部補ダイマジン（2023年7月7日 - 9月1日、テレビ朝日） - 占部貴教 役[34]
- ノンレムの窓 2023 夏 第1話「夕暮れ時の葛藤」（2023年7月8日、日本テレビ） - 主演・野本久 役[35]
- アクターズ・ショート・フィルム4「イツキトミワ」（2024年3月22日、WOWOW）[36]
- ACMA:GAME アクマゲーム（2024年4月7日 - 6月9日、日本テレビ） - 崩心祷 役[37][38]
  - ACMA:GAME アクマゲーム ワールドエンド（2024年10月25日、日本テレビ）[39]
- 新・暴れん坊将軍（2025年1月4日、テレビ朝日） - 本間要治郎 役[40]
- 永遠についての証明（2025年3月20日、NHK BS8K） - 小沼繁行 役[41]
- こんばんは、朝山家です。（2025年7月6日 - 、ABCテレビ） - 主演・朝山賢太 役（中村アンとダブル主演）[42]
- 24時間テレビ ドラマスペシャル『トットの欠落青春記』（2025年8月30日〈予定〉、日本テレビ） - 黒柳守綱 役[43]

海外ドラマ
- クリミナル・マインド 国際捜査班 シーズン1 第4話「死神のささやき(Whispering Death)」（2016年4月6日、アメリカCBS／2017年3月7日、WOWOW）- リョウ・ミランテ(Ryo Mirrante) 役 ※日本語吹替も担当
- S.W.A.T. シーズン3 第13話「液体らしく」（2020年1月29日、CBS／2020年6月26日、スーパー!ドラマTV） - サトウ 役

### 映画
- 豚の報い（1999年）
- ざわざわ下北沢（2000年）
- 東京マリーゴールド（2001年）
- ホタル（2001年）
- 釣りバカ日誌13 ハマちゃん危機一髪!（2002年）
- ほたるの星（2004年）
- 隠し剣 鬼の爪（2004年）
- 雪に願うこと（2006年）
- 犯人に告ぐ（2007年）
- クライマーズ・ハイ（2008年） - 安西燐太郎（成長後）役
- 劔岳 点の記（2009年） - 玉井大尉 役
- BALLAD 名もなき恋のうた（2009年） - 安長 役
- わたし出すわ（2009年） - 保利満 役
- ワカラナイ WHERE ARE YOU?（2009年）
- 相棒 -劇場版II- 警視庁占拠! 特命係の一番長い夜（2010年） - 八重樫哲也 役
- はやぶさ 遥かなる帰還（2012年） - 鎌田悦也 役
- 脳男（2013年） - 伊能 役
- 許されざる者（2013年） - 堀田佐之助 役
- るろうに剣心 伝説の最期編（2014年） - 伊藤博文 役
- ホットロード（2014年） - 鈴木 役[44]
- ジョーカー・ゲーム（2015年） - 神永 役[45]
- エイプリルフールズ（2015年） - ホラ吹きオーナーシェフ 役
- 海難1890（2015年） - 藤本源太郎 役
- 探検隊の栄光（2015年） - ディレクター 役[46][47]
- JUKAI －樹海－（英語版）（2016年） - ミチ 役[48]
- 64-ロクヨン- 前編/後編（2016年） - 御倉 役
- 海よりもまだ深く（2016年） - 福住 役
- グリーングラス 日智国際共同制作映画（2018年）
- 引っ越し大名!（犬童一心 監督、2019年8月30日公開） - 山里一郎太 役[49]
- 弥生、三月-君を愛した30年-（遊川和彦 監督、2020年3月20日公開）- 白井卓磨 役[50]
- 一度死んでみた（浜崎慎治 監督、2020年3月20日公開） - 渡部 役[51]
- 水上のフライト（兼重淳 監督、2020年11月13日公開） - 宮本浩 役[52]
- KAPPEI カッペイ（平野隆 監督、2022年3月18日公開） - 英雄 役[53]
- キングダム2 遥かなる大地へ（2022年7月15日公開、東宝 / ソニー・ピクチャーズ エンタテインメント） - 呉慶 役[54][55]
- GREEN GRASS〜生まれかわる命〜（イグナシオ・ルイス 監督、2023年9月22日公開） - 福永佑介 役[56]
- 劇場版 ACMA:GAME 最後の鍵（佐藤東弥 監督、2024年10月25日公開） - 崩心祷 役[57]
- アングリースクワッド 公務員と7人の詐欺師（上田慎一郎 監督、2024年11月22日公開） - 橘 役[58][59]
- でっちあげ〜殺人教師と呼ばれた男（三池崇史監督、2025年6月27日） - 前村義文 役[60]
- ベートーヴェン捏造（関和亮監督、2025年9月12日公開予定） - ニコラウス・ヨハン・ヴァン・ベートーヴェン 役[61]
- 栄光のバックホーム（秋山純監督、2025年11月28日公開予定） - 鍵山博久 役[62]

### WEBドラマ
- プリズン・オフィサー 第1話（2015年、BeeTV） - 加藤隆則 役
- ミス・シャーロック/Miss Sherlock（2018年、Hulu）- 双葉健人 役
- GAME OF SPY（2022年6月24日、Amazon Prime Video）- 香月政晴 役
- ミッドナイト（2024年3月6日、Apple Japan YouTubeチャンネル） - 殺し屋 役[63]

### 舞台
- さくら（2003年、明治座） - 桂木慶介 役
- ワニを素手でつかまえる方法（2004年、PARCO劇場）
- 幽霊はここにいる（2006年、まつもと市民芸術劇場）
- カエサル -「ローマ人の物語」より-（2010年10月3日 - 27日、日生劇場） - マルクス・ブルータス 役
- 二都物語（2013年4月3日 - 30日、東急シアターオーブ） - マナコ 役

### ラジオ番組
- BMW FREUDE FOR LIFE（2023年2月4日、J-WAVE） - ナビゲーター

### 教養番組
- 奇跡の地球物語〜近未来創造サイエンス（テレビ朝日） - ナビゲーター 
  - 1時間SP 第37回「中国・氷の洞窟万年氷河」（2010年7月11日）
  - 2週連続SP 第90、91回「コモド竜島」（2011年9月4日、11日）
- 世界文化賞2011 第23回高松宮殿下記念世界文化賞（フジテレビ） - 小澤征爾・征悦の父子対談

### トーク番組
- 28周年記念・徹子の部屋日曜拡大版 「テレビ朝日開局45周年記念特別番組」（2004年2月1日）黒柳徹子・坪井直樹（テレビ朝日アナウンサー）と共に司会

### ナレーション
- 歴史秘話ヒストリア「幕末 殿様たちの恋・夢・涙」（2008年7月23日、NHK大阪） - 島津斉彬編担当
- 日智国際共同制作映画「アメリカ・ワイルド」（2018年）

### 吹き替え
- キングスマン:ファースト・エージェント（2021年12月24日公開、ウォルト・ディズニー・ジャパン） - オックスフォード公 役〈レイフ・ファインズ〉[64]

### その他
- スッキリ　(日本テレビ、2018年10月 - 2023年3月不定期で随時、コメンテーターとして出演)
- 突然ですが占ってもいいですか?（2021年11月24日、フジテレビ）
- サタデーLIVE ニュース ジグザグ（2025年4月5日 - 、読売テレビ・日本テレビ） - ナビゲーター
- ヒューマングルメンタリー オモウマい店（2025年4月29日、日本テレビ）※中京テレビ制作 - ゲスト出演
- おっさんのダンスが変だっていいじゃないか！ Official Music Video（2025年8月4日、ウルフルズ) [65]

### CM
- セイコーエプソン 写真のはがきで、会いましょう。（カラリオスペシャルコンテンツ） - ナレーション
- ハウス食品 ザ・カリー
- 三菱自動車工業 コルト
  - 女性ドライブ篇
  - デザイン篇
  - 安全篇、環境篇、フリーチョイス篇 - ナレーション
- スズキ シボレー・クルーズ/シボレー・オプトラ/シボレー・MW
- UHA味覚糖「さけるグミvsなが〜いさけるグミ」篇
- 田辺三菱製薬 ウルソウコン
- XFLAG「共闘ことばRPG コトダマン」（2019年）
- 弁護士ドットコム クラウドサイン「さらば、ハンコ。」篇（2019年 - ）[66]
- 日本郵政 ゆうパック 参田家シリーズ - パパ 役（2020年 - 2022年3月）
- サントリー『パーフェクトサントリービール』 （2021年）
- ショップジャパン「バウンドシェイプ」（2023年 - ）
- 日本スポーツ振興センター スポーツ振興くじ「BIG」（2023年）[67]
- 白鶴酒造「白鶴まる」（2023年 - ）